# Wolf Harranth

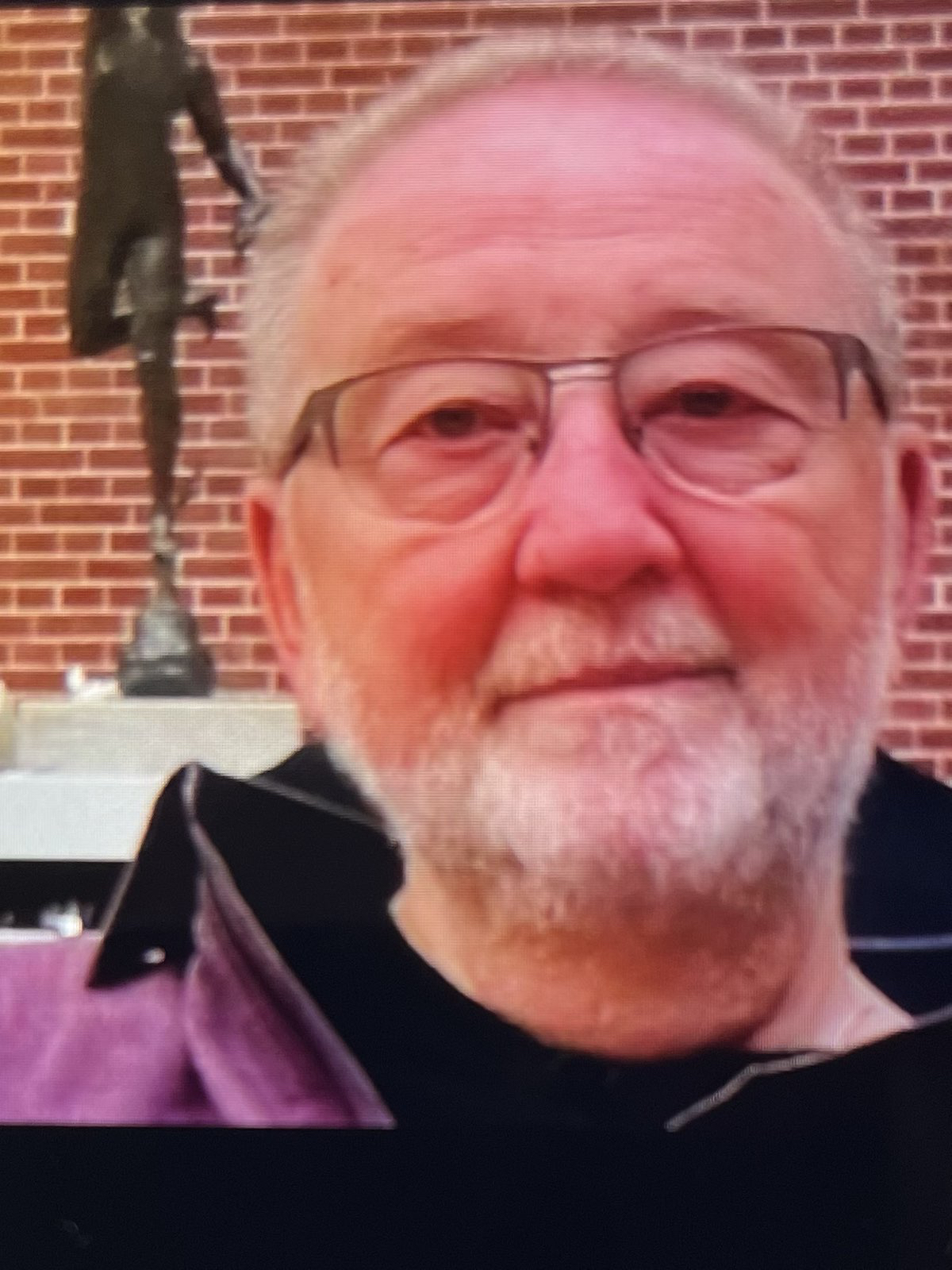
Wolf Harranth (2020)

Wolf Harranth (* 19. August 1941 in Wien; † 3. August 2021 in Klosterneuburg) war ein österreichischer Kinderbuchautor, Übersetzer und Medienjournalist.
Er initiierte das Dokumentationsarchiv Funk (DokuFunk), das sich der Geschichte des Funkwesens widmet. Schwerpunkte sind Rundfunk- und Amateurfunkgeschichte.

## Leben
Wolf Harranths Vater Harry Harranth war Schauspieler. Als er 1946 für den Kinderfunk tätig wurde, nahm er den Sohn in den Sender mit, und der spielte dort seine ersten Rollen, noch bevor er lesen und schreiben lernte. Von 1952 bis 1960 wirkte er an der Produktion der Sendeserie Die Radiofamilie mit, in der er – unter dem Künstlernamen Wolfgang Brandstätter – den mit ihm gleichaltrigen Sohn der Familie Floriani aus der Taubengasse darstellte.
Ab 1960 war er im 1923 aus der österreichischen Kinderfreunde-Bewegung hervorgegangenen Verlag Jungbrunnen tätig, wo er bis 1985 als Lektor und zuletzt auch als Geschäftsführer arbeitete.
Außerdem war Harranth ab 1970 für den ORF als freier Autor, Übersetzer und Mitarbeiter beim damaligen österreichischen Auslandsdienst Radio Österreich International tätig. Dort betreute er ab 1969 (zunächst gemeinsam mit Helmut Hofbauer) die Sendungen für Kurzwellenhörer. Dabei begleitete er mit der Sendung den technischen Wandel im Rundfunkfernempfang, indem er das Konzept mehrmals änderte. Das kam auch in den Namen der Programme zum Ausdruck, die zunächst als Kurzwellenpanorama und DX-Telegramm bekannt wurden und später die Namen Medienpanorama und (seit April 1997 bis zur Einstellung der Sendung im März 2003) Intermedia trugen. Typisch waren immer wieder nachdenkliche Betrachtungen zum Geschehen im Rundfunk, die Harranth literarisch als Brief an einen Funkfreund verarbeitete.
Wolf Harranth initiierte das gemeinnützige Wiener Dokumentationsarchiv zur Erforschung der Geschichte des Funkwesens und der elektronischen Medien – Internationales Kuratorium QSL Collection (kurz Dokumentationsarchiv Funk bzw. Dokufunk), in dem Zeugnisse zur Geschichte des Hörfunks und zur Geschichte des Amateurfunkdienstes gesammelt werden. Zunächst ging es dabei um Sammlungen von QSL-Karten als Zeugnisse der Amateurfunk- und Kurzwellengeschichte. Ziel ist es, diese Sammlungen, oft aus Nachlässen, vor der Auflösung zu bewahren und zur Dokumentation zu erhalten. Das Archiv umfasst heute etwa sechs Millionen Objekte, darunter 1500 Nachlässe, und ist damit „die weltweit größte Einrichtung mit Archivalien und Sammlungen jeder Art zur Geschichte des Funkwesens, mit den Schwerpunkten Rundfunk und Amateurfunk.“ Die Bestände sind unentgeltlich zugänglich und werden laufend ergänzt.
Wolf Harranth lebte mit seiner Frau in Wien-Simmering und in Klosterneuburg. Sein Rufzeichen als Funkamateur war OE1WHC. Er starb Anfang August 2021, zwei Wochen vor seinem 80. Geburtstag.

## Auszeichnungen
- Österreichisches Ehrenzeichen für Wissenschaft und Kunst
- Mehrere Literatur- und Übersetzungspreise, unter anderem: Österreichischer Kinder- und Jugendliteraturpreis (1982, 1986)
- Übersetzungsprämien für literarische Übersetzung (1981, 1984, 1987, 1993)
- Österreichischer Würdigungspreis für Kinder- und Jugendliteratur (1996)
- Deutscher Jugendliteraturpreis (1983)
- Österreichischer Staatspreis für Übersetzung ('Translatio') (2004)
- Astrid-Lindgren-Preis der Fédération Internationale des Traducteurs für Übersetzungen von Kinderliteratur aus dem Englischen ins Deutsche (2005).[12]

## Schriften (Auswahl)
Wolf Harranth hat laut Deutscher Nationalbibliothek 27 Bücher veröffentlicht und ist an weiteren 56 Werken beteiligt gewesen.
- Vademecum für Kurzwellenhörer und Funkfreunde. Hrsg. von der Assoziation Junger DX-er in Österreich (ADXB). Verlag Jungbrunnen, Wien 1981, ISBN 3-7026-5526-3
- Da ist eine wunderschöne Wiese. Text: Wolf Harranth, Illustrationen: Winfried Opgenoorth. 3., völlig neu gest. Aufl. Jungbrunnen, Wien 1985, ISBN 3-7026-5575-1
- Ein Elefant mit rosaroten Ohren. Illustr. Barbara Resch. Zweisprachig, dt.-serbokroat. Jungbrunnen, München 1993, ISBN 3-7026-5660-X
- Mein Opa ist alt und ich hab ihn sehr lieb. Illustr. Christina Oppermann-Dimow. Otto-Maier-Verlag, Ravensburg 2. Auflage 1987, ISBN 3-473-33696-3
- Aus den Schätzen der QSL-Collection. Funkamateur-Bibliothek. Band 8. Theuberger, Berlin 1996, ISBN 3-910159-07-9

Übersetzungen
- Oscar Wilde: Das Gespenst von Canterville. Dressler-Kinder-Klassiker, Hamburg 1993, ISBN 3-7915-3541-2.
- Mark Twain: Die Abenteuer des Huckleberry Finn. Dressler-Klassiker, Hamburg 1998, ISBN 3-7915-3565-X.
- Rudyard Kipling: Das Dschungelbuch. Illustrationen von Thilo Krapp. Deutscher Taschenbuch Verlag, München 2007, ISBN 978-3-423-71267-5.

Anthologien
- Donausagen. Breitschopf Verlag, Klosterneuburg 2006, ISBN 3-7004-4212-2
- Alpensagen. Breitschopf, Klosterneuburg 2006, ISBN 3-7004-4211-4
- Sagen aus der Zauberwelt. Breitschopf, Klosterneuburg 2007, ISBN 978-3-7004-4231-8
- Märchen aus Österreich. Breitschopf, Klosterneuburg 2007, ISBN 978-3-7004-4230-1
- Sagen aus geheimnisvollen Welten. Breitschopf, Klosterneuburg 2008, ISBN 978-3-7004-4250-9
- Märchen von versunkenen Schlössern und Burgen. Breitschopf, Klosterneuburg 2008, ISBN 978-3-7004-4251-6